# Guillaume Apollinaire

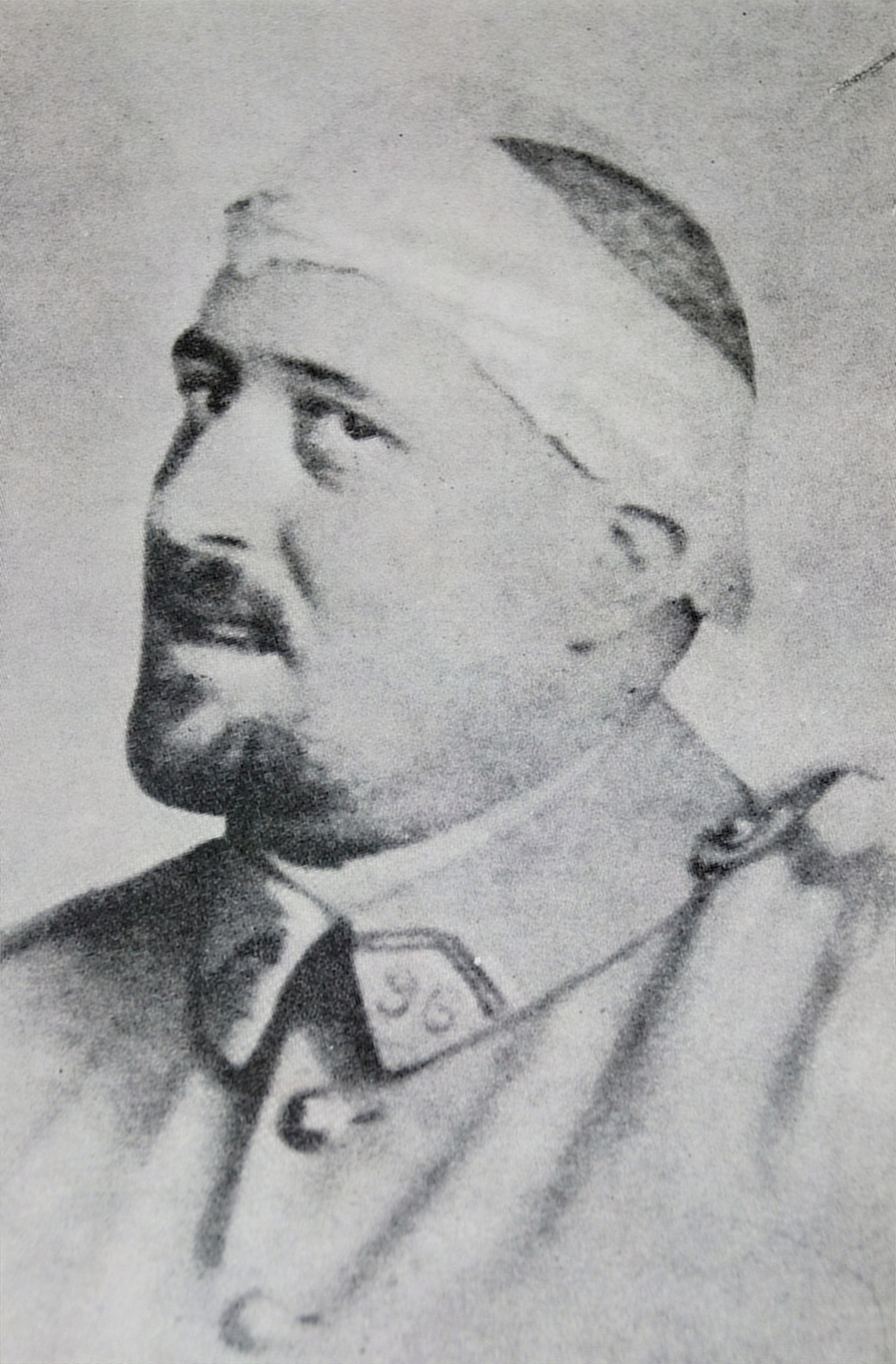
Guillaume Apollinaire nach seiner Verwundung im Ersten Weltkrieg (März 1916)

Guillaume Apollinaire, eigentlich Wilhelm Albert Włodzimierz Apolinary de Wąż-Kostrowicki (* 26. August 1880 in Rom, Italien; † 9. November 1918 in Paris), war ein französischer Dichter und Schriftsteller italienisch-polnischer Abstammung. Vor allem mit seiner Lyrik gehört er zu den bedeutendsten französischen Autoren des frühen 20. Jahrhunderts. Er prägte die Begriffe Orphismus und Surrealismus.

## Leben

### Kindheit und Jugend in Rom und Monaco
Geboren wurde Guillaume Apollinaire, wie er nach seiner Einbürgerung 1916 auch offiziell hieß, laut Taufurkunde als Guglielmus Apollinaris Albertus Kostrowitzky in Rom. Sein Großvater Kostrowitzky war ein emigrierter polnischer Kleinadliger mit russischer Staatsangehörigkeit, der in Rom in den Dienst des Vatikans getreten war und eine Italienerin geheiratet hatte. Seine Mutter, Angelica Kostrowicka, war über längere Jahre hinweg die Geliebte eines ehemaligen Offiziers des aufgelösten Königreichs Neapel, Francesco Flugi d’Aspermont, der als Vater des Guillaume Apollinaire und seines jüngeren Bruders Roberto gilt. Francescos Vater (1773–1856) stammte aus St. Moritz und gehörte zu den alten Geschlechtern des Oberengadins. Er trat 1815 in Dienst des Königs von Neapel und Sizilien und ließ sich in Neapel nieder, wo Francesco 1826 geboren wurde.
Seine Kindheit verlebte Apollinaire (italienischsprachig) in Rom. Seine Gymnasialzeit verbrachte er (nunmehr französischsprachig) zunächst in Monaco, wohin die Mutter 1887 umgezogen war, nachdem Flugi d’Aspermont das Verhältnis mit ihr 1885 auf Druck seiner Familie beendet hatte. 1895 wechselte Apollinaire bzw. Guillaume de Kostrowitzky, wie er sich zu dieser Zeit nannte, auf ein Gymnasium in Cannes, 1897 auf eines in Nizza. Als Gymnasiast lernte er Latein, Griechisch und Deutsch, legte das baccalauréat (Abitur) jedoch nicht ab. In diesen Jahren kümmerte sich ein Onkel väterlicherseits, Nicola alias Romarico Flugi, der in Monaco Geistlicher war, um ihn und seinen Bruder.
1898 verbrachte er lesend und schreibend in Monaco, wobei er diverse Pseudonyme nutzte, darunter auch schon „Guillaume Apollinaire“. Anfang 1899 zog die Mutter mit einem Liebhaber und den beiden Söhnen nach Paris. Den Sommer verbrachte die Familie in Stavelot in Belgien, wo Apollinaire Gedichte mit wallonischem Einschlag auf die Gastwirtstochter verfasste. Auch seine ersten Versuche als Erzähler datieren aus dieser Zeit.

### Lehrjahre in Paris

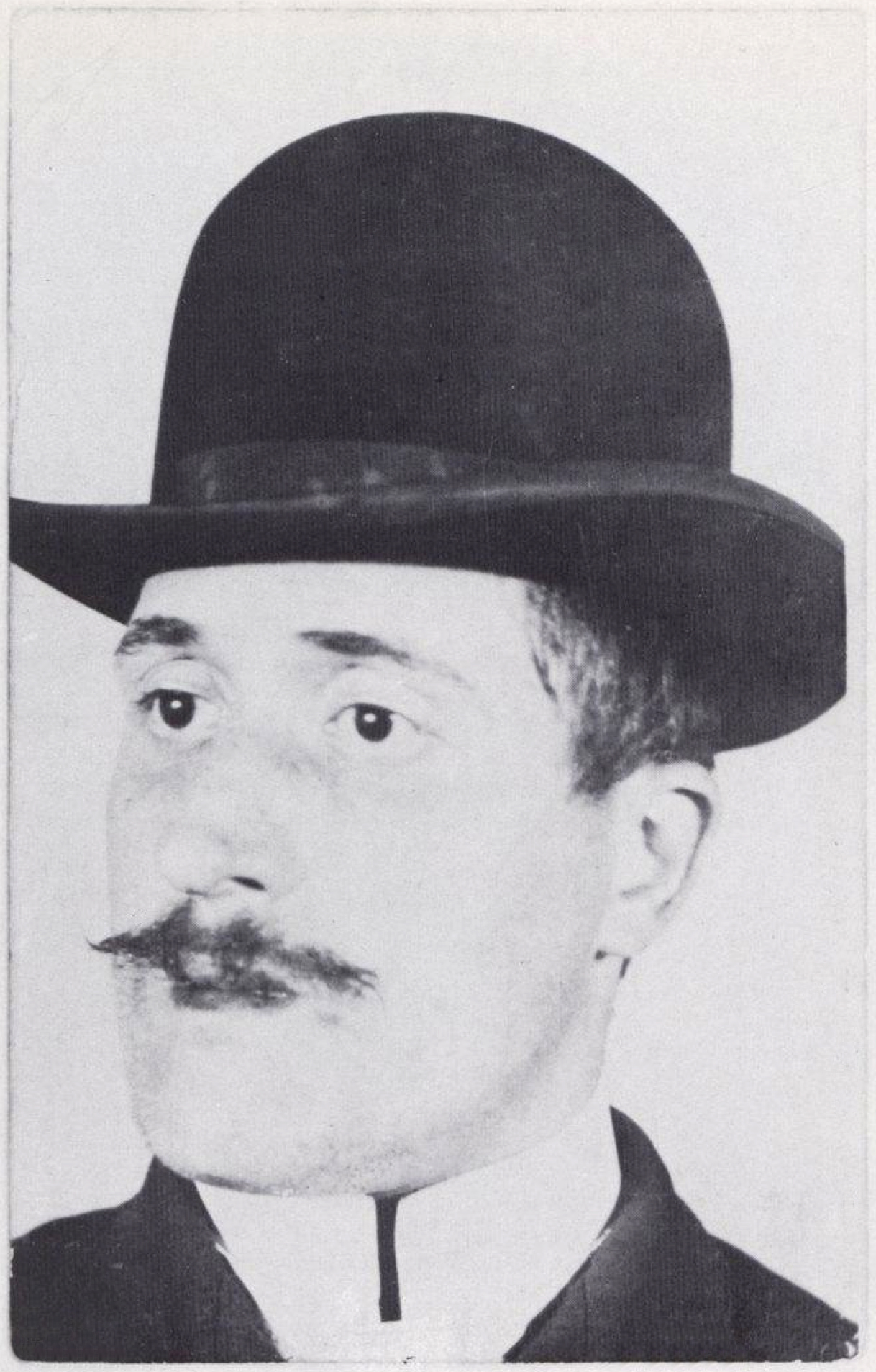
Apollinaire in Köln, 1902

Zurück in Paris, lebte er eher schlecht als recht von kleinen Jobs, unter anderem als nègre, d. h. Ghostwriter eines arrivierten Literaten. Nebenbei verfasste er weiter eigene Texte: Gedichte, ein Theaterstück, das angenommen, aber nicht aufgeführt wurde, sowie Erzählungen, darunter eine pornografische Auftragsarbeit.
Im Sommer 1901 reiste er mit seiner gleichaltrigen englischen Kollegin Annie Playden ins Rheinland. Sie begleiteten die aus Deutschland stammende Mme de Milhau, die neben einem Hotel in Paris Besitz in und bei Honnef hatte, darunter das Haus Neuglück bei Bennerscheid. Während des dortigen Aufenthalts beschäftigte sie Apollinaire für ein Jahr als Französischlehrer für ihre Tochter. Diese Zeit inspirierte ihn zu einer Reihe meist melancholischer Gedichte, die später teilweise in sein Hauptwerk, die Sammlung Alcools, eingingen. Während zweier Urlaube Anfang und Mitte 1902 bereiste er Deutschland und erreichte über Berlin und Dresden auch Prag und Wien. Diese Reisen fanden ihren literarischen Niederschlag in Gedichten und Erzählungen sowie in Reise-Impressionen für Pariser Zeitungen.
Nachdem er 1901 seine ersten zum Druck angenommenen Gedichte noch als „Wilhelm Kostrowitzky“ gezeichnet hatte, wählte er Anfang 1902 für seine erste gedruckte Erzählung, L’Hérésiarque, das Pseudonym „Guillaume Apollinaire“, das er von nun an ständig benutzte.
Seit seiner Rückkehr nach Paris 1902 arbeitete er als kleiner Bankangestellter. Zwei Reisen nach London, um dort Annie Playdens Gunst zu gewinnen, blieben erfolglos.

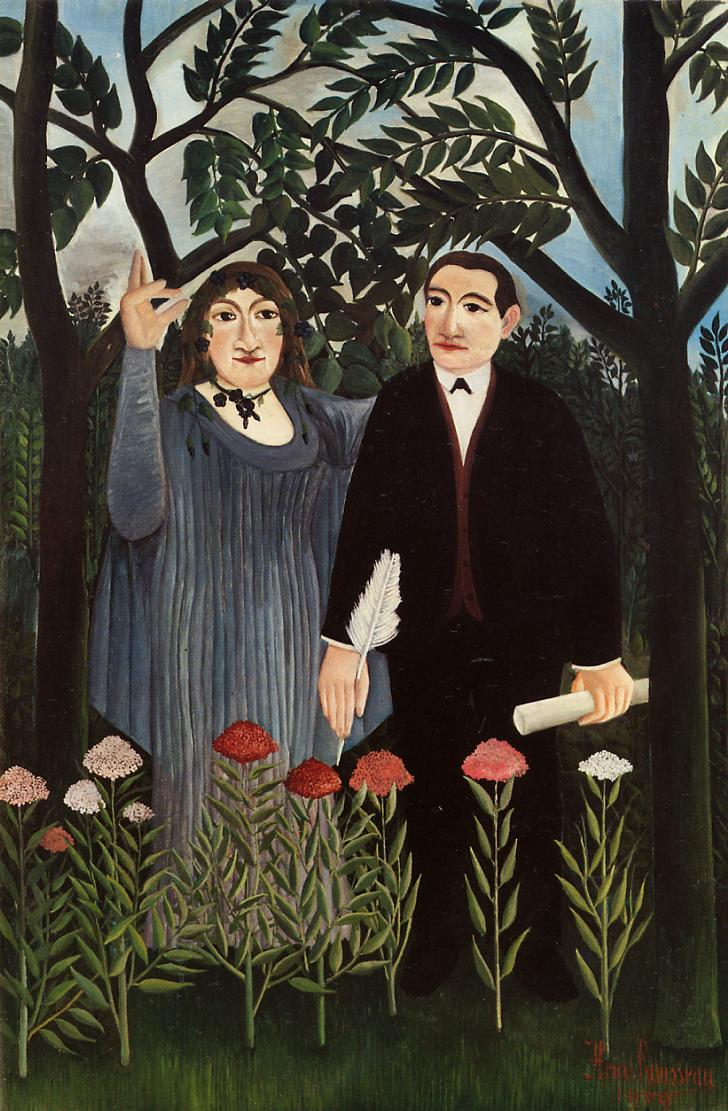
Apollinaire und Marie Laurencin. Henri Rousseau: La Muse inspirant le poète, 1909

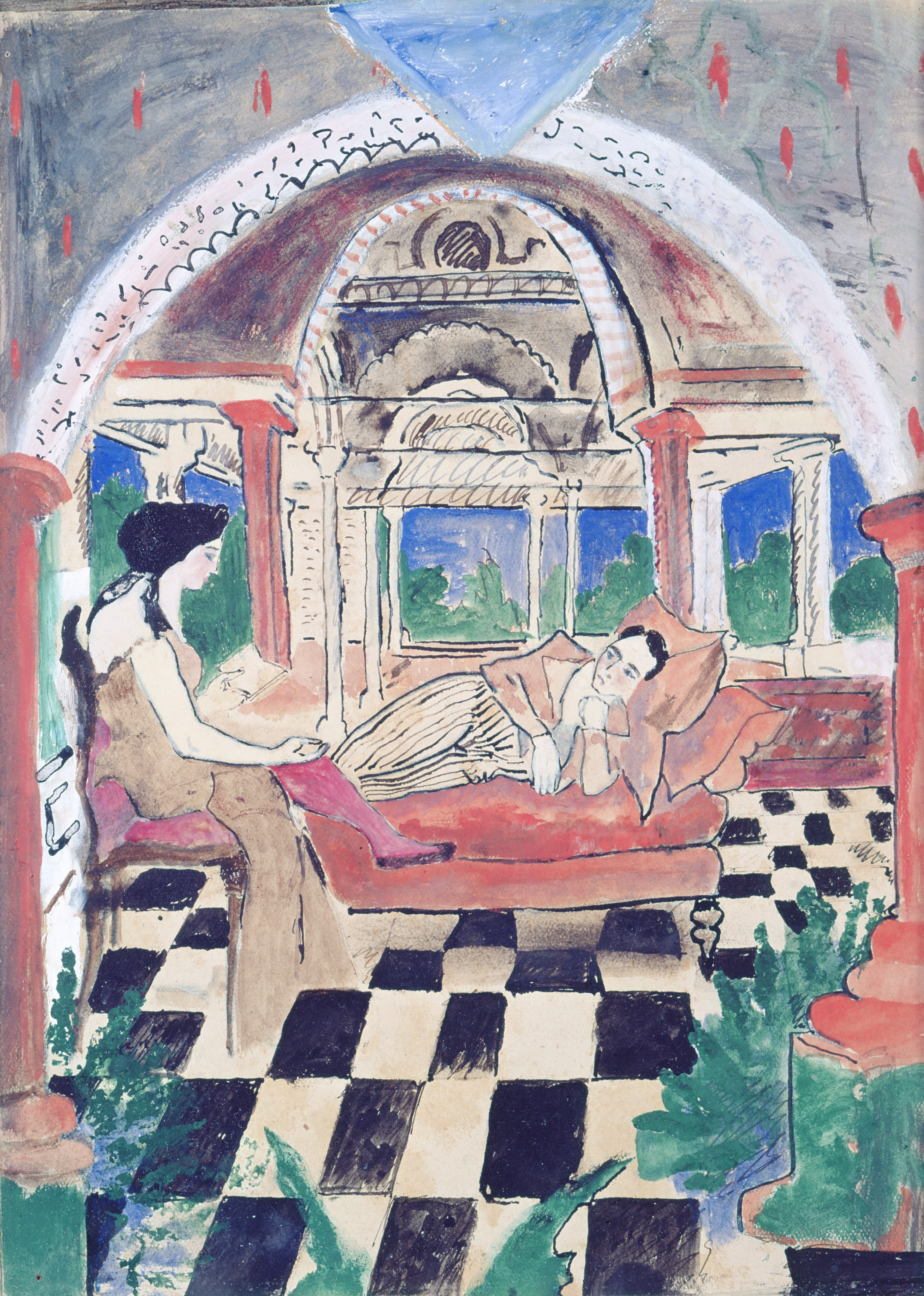
Max Jacob: Apollinaire et sa muse, 1910, Musée des Beaux-Arts d’Orléans

Neben seiner Büroarbeit schrieb er Gedichte, Erzählungen, Literaturkritiken und diverse journalistische Texte. Nach und nach fand er Zugang zu mehreren der damals zahlreichen Pariser literarischen Zeitschriften und freundete sich mit verschiedenen Literaten an, insbesondere mit Alfred Jarry.
1904 war er kurz Chefredakteur einer Zeitschrift für Geldanleger, Le Guide des Rentiers. Im selben Jahr ließ er in einem Feuilleton die märchenhaft surrealistische, misogyne Erzählung L’Enchanteur pourrissant erscheinen. Sie kam 1909 als Buch heraus, ergänzt um einen neuen Anfangs- und Schlussteil sowie um Holzschnitte von André Derain.
1905 lernte Apollinaire Pablo Picasso und Max Jacob kennen. Über sie gelangte er in das Milieu der Pariser Avantgarde-Maler und wuchs in die Rolle eines Kunstkritikers hinein. Hin und wieder schrieb er auch pornografische Texte, z. B. Les onze mille verges und Les exploits d’un jeune Don Juan (beide 1907), und betreute ab 1909 bei einem Verlag die Buchreihe Les Maîtres de l’Amour („Die Meister der Liebe“), die er mit ausgewählten Texten von de Sade (der zu dieser Zeit noch wenig bekannt war) und Pietro Aretino eröffnete.
Die Malerin Marie Laurencin hatte bei Clovis Sagot 1907 eine Ausstellung, auf der Picasso sie mit Apollinaire bekanntmachte. Sie gingen eine stürmische und chaotische Beziehung ein, bis Laurencin ihn 1912 verließ. Sie blieben jedoch bis zu seinem Tod in Verbindung. Im November 1908 waren beide Teilnehmer an Picassos Bankett zu Ehren Henri Rousseaus im Bateau-Lavoir; der Anlass der Feier war, dass Picasso ein Gemälde, das lebensgroße Bildnis einer früheren Freundin Rousseaus, die sogenannte Yadwigha, erworben hatte. Das bekannte Bild La Muse inspirant le poète (Muse, den Dichter inspirierend), das der „Zöllner“ Rousseau von beiden malte, entstand ein Jahr später.

### Zeit der Reife
1910 publizierte Apollinaire unter dem Titel L’Hérésiarque & Cie. einen Sammelband mit seinen bisher verfassten Erzählungen: 23 meist kurzen, oft düster-fantastischen Texten in der Art von E. T. A. Hoffmann, Gérard de Nerval, Edgar Allan Poe und Barbey d’Aurevilly. Das Buch wurde – erfolglos – für den Prix Goncourt nominiert.
Ab 1911 war er Teilnehmer der Puteaux-Gruppe, die sich bei Jacques Villon, dem Bruder von Raymond Duchamp-Villon, und Marcel Duchamp in Puteaux in der rue Lemaître trafen, um ihre Ansichten über Kunst auszutauschen. Die Treffen fanden bis zum Jahr 1914 statt.

#### Unter Verdacht

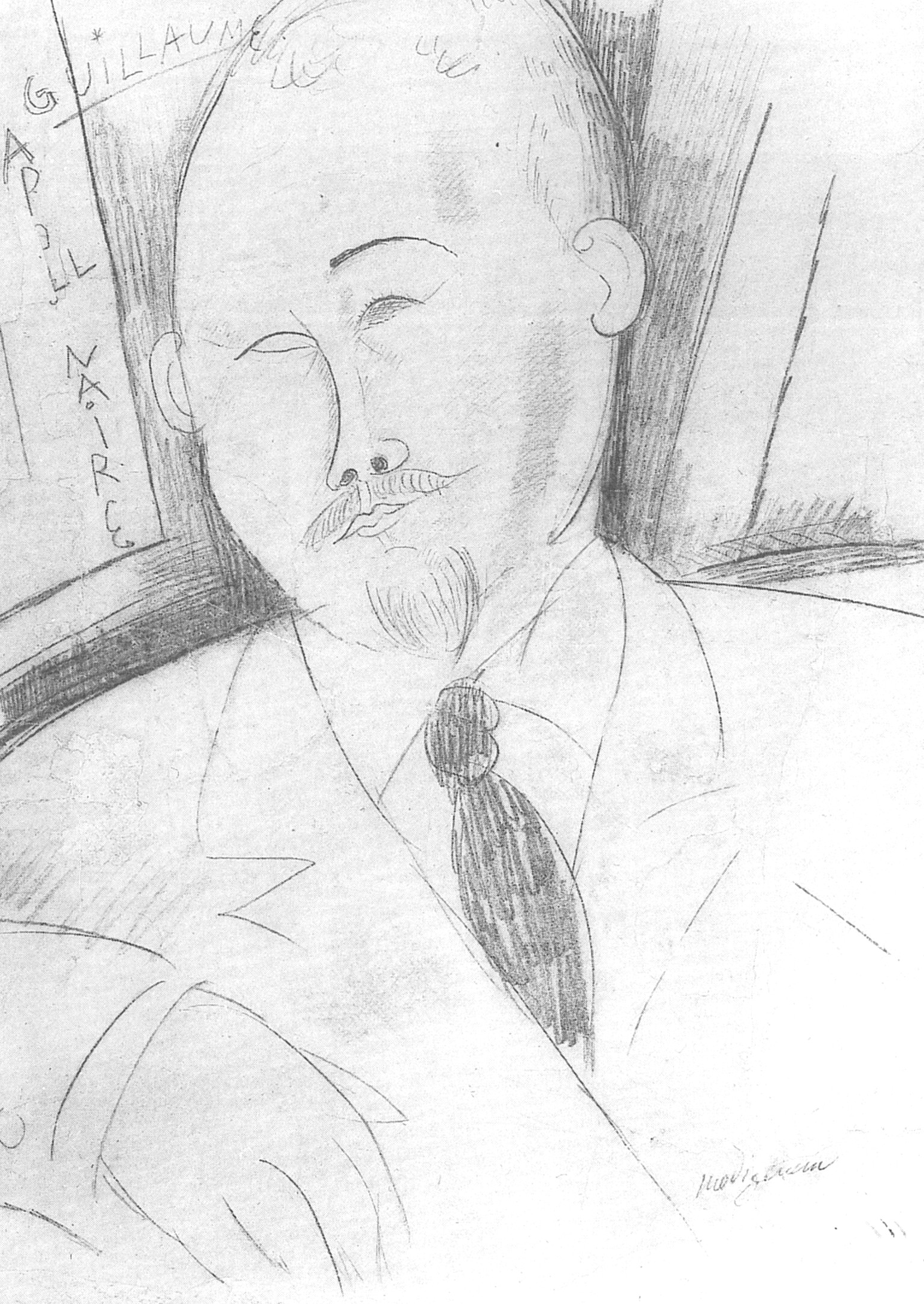
Amedeo Modigliani:
Guillaume Apollinaire, 1915, Privatsammlung

Im Sommer 1911 sahen sich die Freunde Apollinaire und Picasso in einer misslichen Lage, denn das bekannteste Gemälde des Louvre, die Mona Lisa, war am 21. August 1911 spurlos verschwunden, und beide gerieten in den Umkreis der Verdächtigen. Die Polizei stieß bei ihren Ermittlungen auf einen Mann namens Géry Pieret, einen belgischen Abenteurer, der kurze Zeit bei Apollinaire gewohnt hatte. Bereits 1907 hatte er zwei iberische Steinmasken aus dem Louvre gestohlen und sie über Apollinaire an Picasso verkauft. Am 7. Mai 1911 entwendete Pieret erneut eine Figur und brachte sie später zum Paris-Journal, um zu demonstrieren, wie fahrlässig das Museum mit Kunstwerken umgehe. Außerdem deutete er an, ein „Kollege“ werde bald auch die Mona Lisa zurückbringen. Die Zeitung machte daraufhin am 30. August mit einer Sensationsmeldung auf und setzte 50.000 Franc für die Wiederbeschaffung der Mona Lisa aus.
Am 5. September brachten Apollinaire und Picasso die beiden 1907 erworbenen Skulpturen zum Paris-Journal, in der Hoffnung, die Angelegenheit sei damit für sie erledigt. Pieret war geflüchtet und schrieb aus der Anonymität – angeblich aus Frankfurt – an das Paris-Journal Briefe, in denen er die Unschuld Apollinaires beteuerte. Die Polizei vermutete jedoch, dass Pieret zu einer internationalen Diebesbande gehörte, die auch die Mona Lisa geraubt hätte. Nach einer Hausdurchsuchung wurde Apollinaire am 8. September wegen Beherbergung eines Kriminellen und Verwahrung von Diebesgut verhaftet; er verriet nach zwei Tagen Picassos Beteiligung. Dieser wurde zwar verhört, aber nicht arretiert. Am 12. September wurde Apollinaire aus der Haft entlassen und der Prozess gegen ihn im Januar 1912 aus Mangel an Beweisen niedergeschlagen. Die Mona Lisa wurde erst wieder am 13. Dezember 1913 in Florenz aufgefunden und kehrte am 1. Januar 1914 in den Louvre zurück. Der Dieb war Vincenzo Peruggia, ein Bildeinrahmer des Louvre.

#### „Alcools“

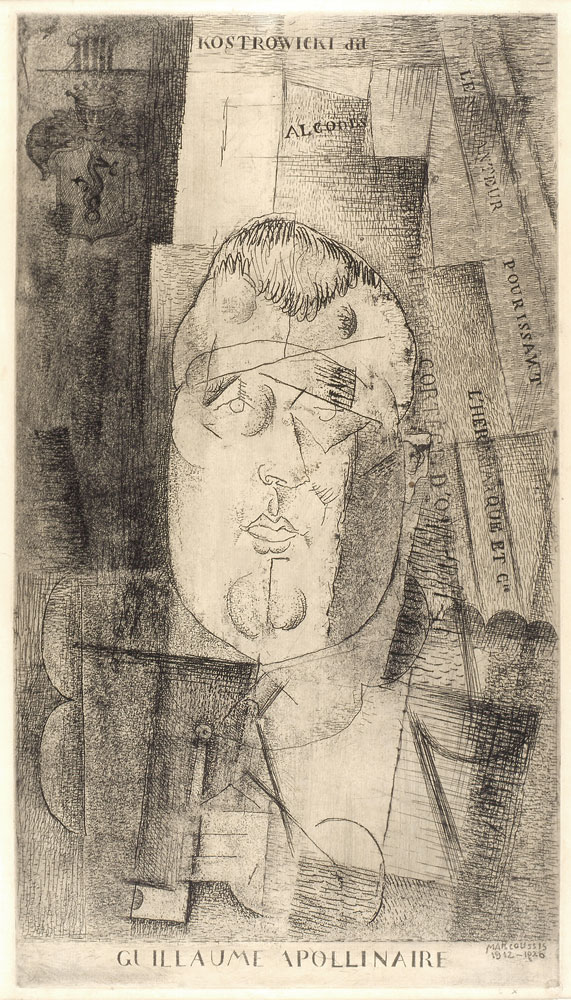
Louis Marcoussis: Portrait de Guillaume Apollinaire, zwischen 1912 und 1920

1912 beschloss Apollinaire, aus den besten seiner bisherigen lyrischen Texte einen Sammelband zu komponieren, der Eau-de-vie (Schnaps) heißen sollte. Auf den schon fertigen Druckfahnen änderte er den Titel in Alcools und tilgte die gesamte Interpunktion, was damals zwar nicht völlig neu war, aber erst in den 20er Jahren Schule machen sollte. Die offiziöse Kritik von 1913 bewertete das ganze Bändchen negativ, als es im April erschien. Apollinaire, der sich von ihm einen Durchbruch erhofft hatte, reagierte mit aggressiven Formulierungen in literatur- und kunsttheoretischen Artikeln. Die Gegenangriffe provozierten ihn zu Duellforderungen, die aber unrealisiert blieben. Den epochemachenden Erfolg des Bändchens, der sich auch in der Vertonung einzelner Texte durch Arthur Honegger, Jean-Jacques Etcheverry, Léo Ferré, Bohuslav Martinů, Francis Poulenc und Dmitri Schostakowitsch niederschlug, sollte Apollinaire nicht mehr erleben.
Kurz vor Alcools (März 1913) brachte er eine Sammlung von Zeitschriftenartikeln über Kunst und Künstler heraus, die Méditations esthétiques heißen sollte, vom Verlag aber den zugkräftigeren Obertitel Les peintres cubistes bekam und den neuen Begriff Kubismus zu etablieren half. Auch prägte Apollinaire in den Méditations den Begriff Orphismus, um die Tendenz zu absoluter Abstraktion in der Malerei von Robert Delaunay und anderen zu beschreiben.
Zu seinen Erzählungen aus diesem Zeitraum gehören die Langnovelle Le Poète assassiné, die erst 1916 zusammen mit einigen kürzeren Novellen in Buchform herauskam, und Les trois Don Juan.
Im Mai 1914 beteiligte er sich mit drei von ihm gesprochenen Gedichten aus Alcools an der Aufnahme einer Schallplatte mit symbolistischer Lyrik. Um dieselbe Zeit begann er mit der Abfassung von „Ideogrammen“, Bildgedichten, die er später als „Calligrammes“ (Figurengedichte) bezeichnete, ein Begriff, der erstmals vom Schriftsteller Edmond Haraucourt verwendet wurde.

### Letzte Jahre

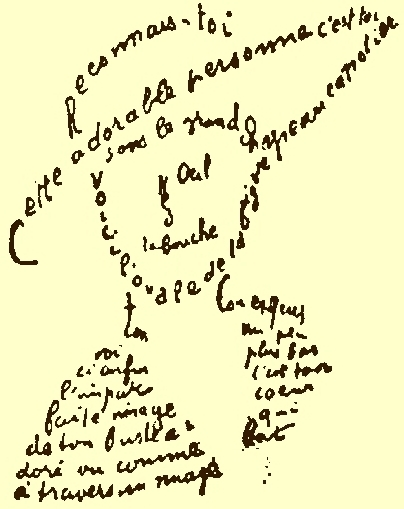
Gedicht aus den Poèmes à Lou, 1915 verfasst für Louise de Coligny-Châtillon

Als am 1. August 1914 der I. Weltkrieg ausbrach, ließ auch Apollinaire sich von der allgemeinen Begeisterung anstecken und feierte den Krieg literarisch. Er meldete sich sofort als Freiwilliger, wurde aber nicht angenommen, weil sein polnischer Großvater aus dem damaligen russischen Reich stammte und er somit Ausländer war. In einem zweiten Anlauf im Dezember beantragte er seine Einbürgerung samt einer Namensänderung, die sein Pseudonym zu seinem offiziellen Namen machen sollte, und wurde dann zu einem Offizierslehrgang zugelassen. 
Seine Liebesbriefe und -gedichte aus dieser Zeit galten zunächst einer gewissen Louise de Coligny-Châtillon, in die er sich kurz vor seiner Einberufung verliebt hatte, gingen dann aber mehr und mehr an eine junge Algerien-Französin, die er auf der Rückfahrt von einem enttäuschenden Treffen mit Louise im Zug kennengelernt hatte (und mit der er sich im Sommer 1915 brieflich und auf einem Besuch bei ihrer Familie Silvester 1915/1916 auch persönlich verlobte).

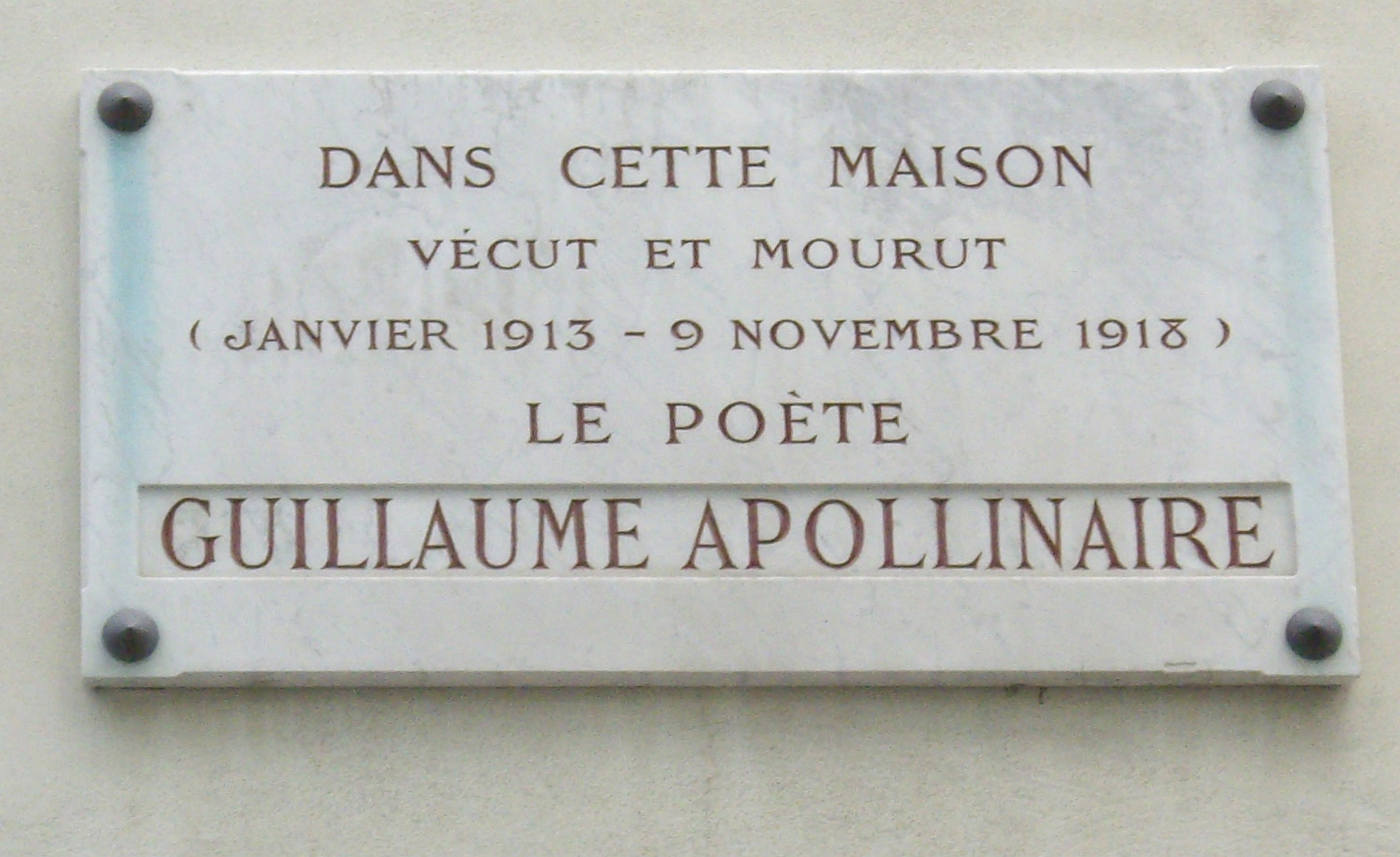
Plakette am Haus Boulevard Saint-Germain Nr. 202 in Paris, wo Apollinaire von Januar 1913 an bis zu seinem Tod lebte.

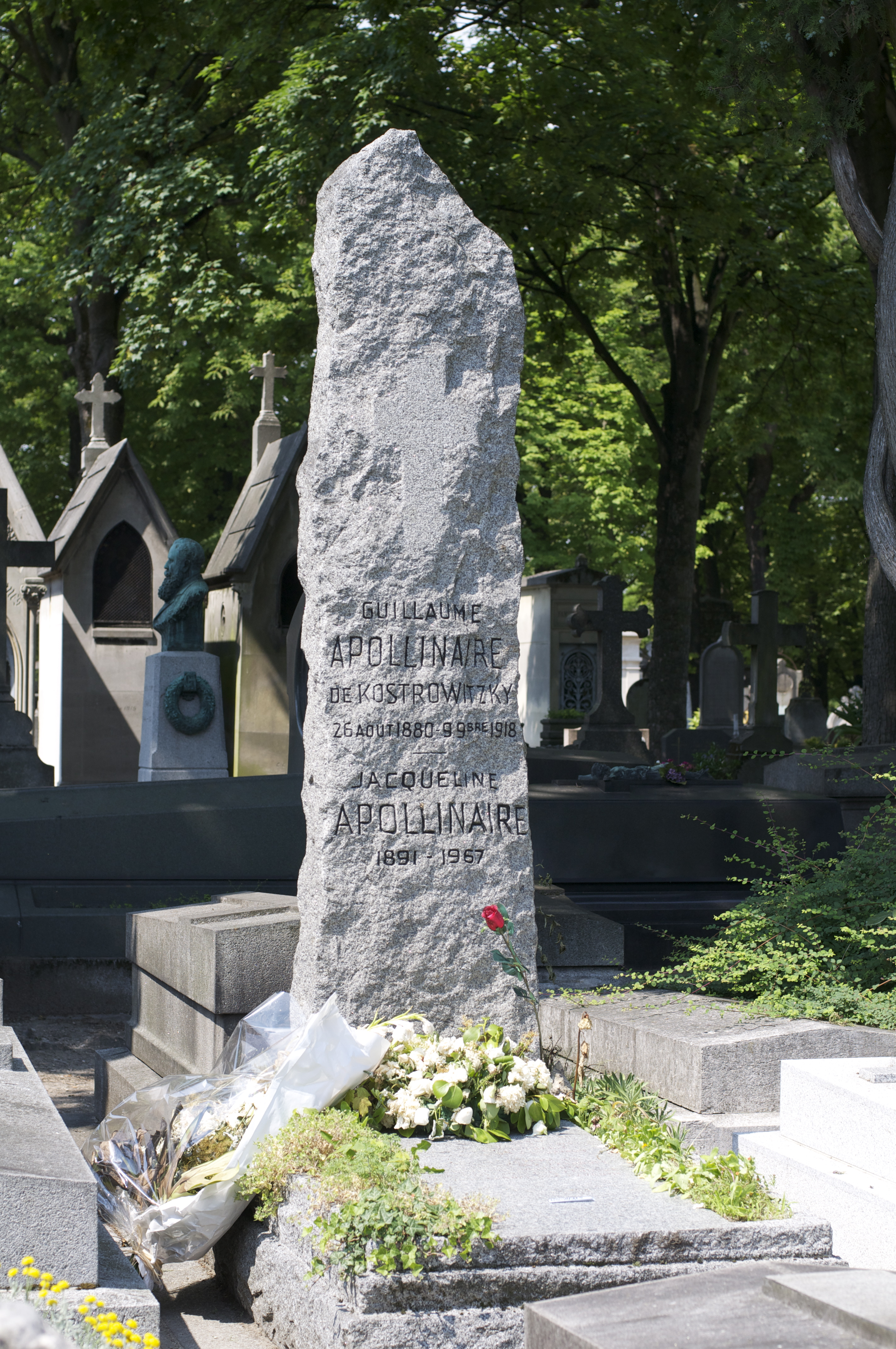
Grabmal von Apollinaire und seiner Frau Jacqueline

Im Frühsommer 1915 kam Apollinaire an die Front, zunächst zur Artillerie, wo er etwas hinter der vordersten Linie lag und auch Zeit zum Schreiben fand. Im November durfte er ganz nach vorn, war aber nach kurzer Faszination desillusioniert vom Dreck und Elend der Schützengräben. Im März 1916, wenige Tage nach Vollzug seiner Einbürgerung und Namensänderung, verletzte ihn ein Granatsplitter an der Schläfe. Er musste mehrfach operiert werden und erhielt eine Tapferkeitsmedaille.
Während des anschließenden, gut einjährigen Genesungsurlaubs versuchte er, mit bandagiertem Kopf und in Uniform sein altes Pariser Leben wieder aufzunehmen. Dies gelang trotz seiner geschwächten Gesundheit und der Kriegsverhältnisse relativ gut. Er beendete begonnene Werke, z. B. die Gedichtsammlung Calligrammes oder den Erzählband Le Poète assassiné. Daneben schrieb er das surrealistische Stück Les mamelles de Tirésias (Auff. Juni 1917, später von Francis Poulenc zur Oper verarbeitet, Premiere 1947). Auch hielt er Vorträge über zeitgenössische Lyrik und konnte feststellen, dass er inzwischen etwas galt im Pariser Literaturbetrieb. Seine Verlobung löste er Ende 1916 auf mit der Begründung, dass er sich durch die Fronterlebnisse sehr verändert habe.
Halbwegs genesen, verfasste Apollinaire im Frühjahr 1917 den Roman La Femme assise. Im Juni wurde er reaktiviert, konnte aber in Paris bleiben, wo er Dienst in der Zensurabteilung des Kriegsministeriums tat. Aus dieser Zeit stammt das künstlerische Manifest L’esprit nouveau et les poètes. Im selben Jahr gründete er zusammen mit Max Jacob und Pierre Reverdy die literarische Avantgarde-Zeitschrift Nord-Sud, die aber schon 1918 wieder einging.
Im Januar 1918 musste Apollinaire mit einer Lungenentzündung für mehrere Wochen in eine Klinik. Danach pflegte ihn eine junge Frau aus dem Künstlermilieu, Jacqueline Kolb, die er im Mai heiratete.
Wenige Monate später erlag er der Spanischen Grippe, die in Europa grassierte. Er wurde auf dem Friedhof Père-Lachaise beigesetzt.
In seinem Nachlass fanden sich zahlreiche Gedichte und Prosa-Fragmente, die in den folgenden Jahren gedruckt wurden und seine Position in der Literaturgeschichte festigten.

## Würdigung
Seit 1947 wird alljährlich der Prix Guillaume Apollinaire verliehen. Er zeichnet ein eigenständiges und modernes Gesamtwerk in französischer Sprache aus. Die Preisträger werden durch eine Jury der Académie Goncourt ausgewählt. Der Preis gilt als einer der wichtigsten Literaturpreise Frankreichs und ist mit einem Geldbetrag zwischen 1.500 € und 3.500 € dotiert.
2016 zeigte das Musée de l’Orangerie in Paris eine Ausstellung mit dem Titel Apollinaire, le regard du poète, zu der ein Katalog erschien.

## Bedeutung des Werks

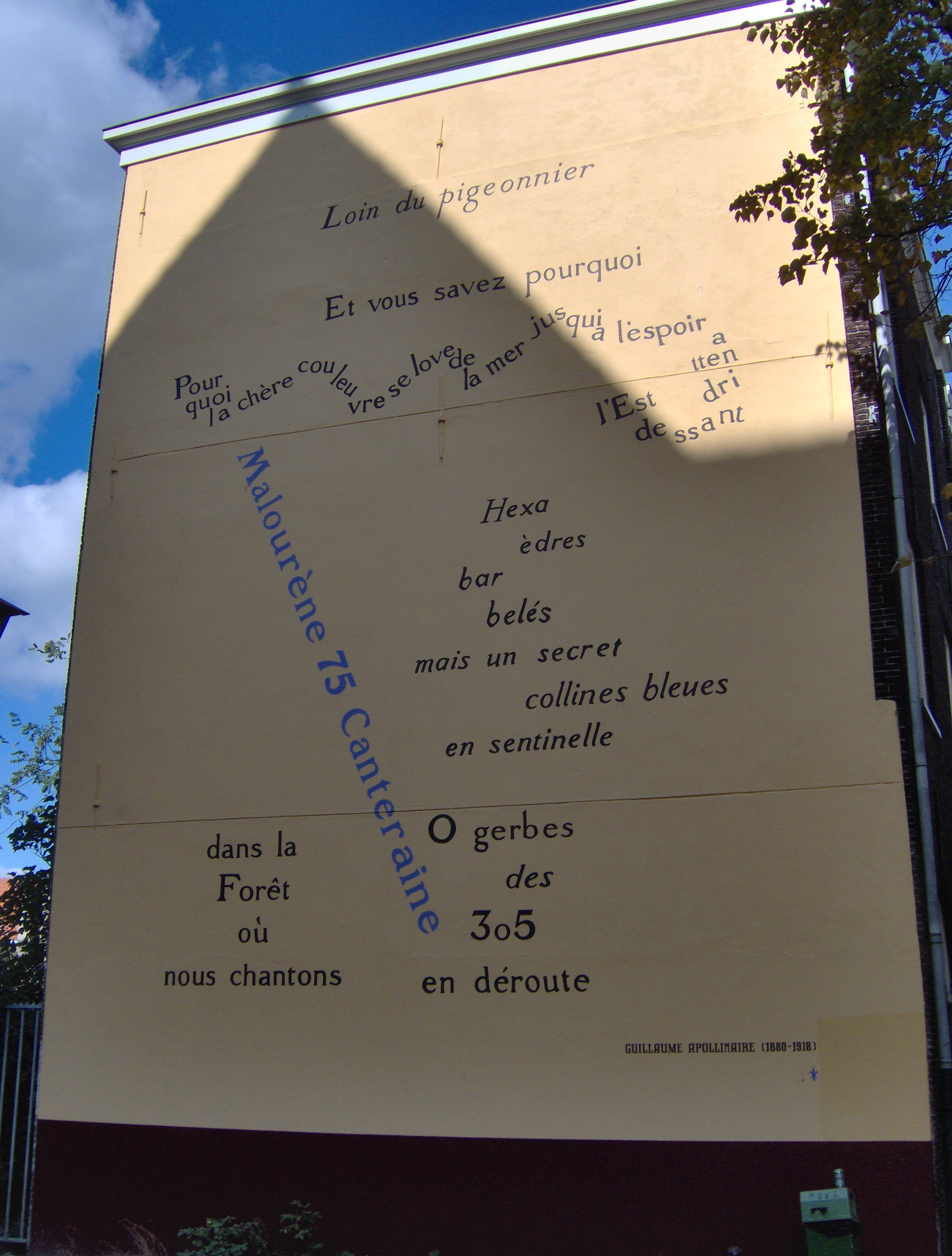
Mauergedicht in Leiden

In seiner Jugend war Apollinaire durch die symbolistische Poesie beeinflusst. Seine jugendlichen Bewunderer Breton, Aragon und Soupault bildeten später die literarische Gruppe der Surrealisten. Apollinaire hat den Begriff „Surrealismus“ geprägt. Er verwendete ihn zum ersten Mal – mehrere Jahre vor Bretons Manifesten – in seinem Programmzettel zu dem im Mai 1917 aufgeführten Ballett Parade, allerdings noch ohne inhaltliche Konzeption, und dann als Untertitel des im selben Jahr veröffentlichten Dramas Les mamelles de Tirésias. In der Etymologie wird der Begriff Apollinaire und Parade zugeschrieben. Sehr früh zeigte er eine Originalität, die ihn vom Einfluss jeder Schule frei machte und zu einem Vorläufer der literarischen Revolution zu Beginn des 20. Jahrhunderts werden ließ.
Seine Kunst gründet sich auf keine Theorie, sondern auf ein einfaches Prinzip: Der schöpferische Vorgang muss sich aus der Phantasie, der Intuition ergeben und sich so möglichst dem Leben, der Natur annähern. Die Natur ist für ihn „eine reine Quelle, aus welcher man ohne Angst vor Vergiftung trinken kann“. Der Künstler darf aber die Natur nicht nachahmen, sondern soll sie aus seiner persönlichen Perspektive erscheinen lassen. In einem Interview mit Perez-Jorba in der Zeitschrift La Publicidad spricht sich Apollinaire dafür aus, den Einfluss der Intelligenz, d. h. der Philosophie und der Logik, aus dem künstlerischen Prozess auszuschließen. Grundlage der Kunst müsse das wahrhafte Gefühl und der spontane Ausdruck sein. Das künstlerische Werk sei in dem Sinne falsch, dass es nicht die Natur nachahme, sondern mit einer eigenen Wirklichkeit ausgestattet sei.
Apollinaire verweigert die Hinwendung zur Vergangenheit bzw. zur Zukunft: „Man kann nicht den Leichnam seines Vaters überhallhin mittragen, man gibt ihn zusammen mit den anderen Toten auf… Und wenn man Vater wird, soll man nicht erwarten, dass eines unserer Kinder sich für das Leben unseres Leichnams hingibt. Doch unsere Füße lösen sich vergebens vom Boden, der die Toten enthält“ (Méditations esthétiques, Teil I : „Über die Malerei“).
Apollinaire fordert eine beständige formale Erneuerung (vers libre, Neologismen, mythologischer Synkretismus).

### Indizierung
Apollinaires Roman Die 11000 Ruten wurde 1971 in Deutschland durch die Bundesprüfstelle für jugendgefährdende Medien indiziert. Die Staatsanwaltschaft München beschlagnahmte Ausgaben in den Jahren 1971 und 1987, in Frankreich war das Buch bis 1970 verboten.
2010 begründete der Europäische Gerichtshof für Menschenrechte in einem Prozess um eine türkischsprachige Ausgabe sein Urteil damit, das Werk gehöre zum europäischen Literaturerbe und falle damit nicht unter den Obszönitäts-Paragrafen des türkischen Strafrechts. Eine Beschlagnahme widerspräche dem Artikel zur freien Meinungsäußerung der Europäischen Menschenrechtskonvention.

## Wissenschaftliche Rezeption
Sich in der Wissenschaft mit Autoren der Avantgarde zu beschäftigen, noch dazu, wenn diese erst wenige Jahre zuvor gestorben sind, ist ungewöhnlich. Umso beachtenswerter ist es, dass bereits zu Beginn der 1930er Jahre ein deutscher Literaturwissenschaftler, Ernst Wolf an der Rheinischen Friedrich-Wilhelms-Universität Bonn, eine Dissertation über Apollinaire verfasste und grundlegende Details über dessen Biografie in einen Zusammenhang zu seinem Werk stellte. Die Struktur dieser Dissertation hatte Wolf bereits zuvor in einem Artikel für den Mercure de France umrissen, den Eberhard Leube, der Herausgeber einer Neuausgabe von Wolfs Dissertation, wie folgt skizziert: 

„Die Situierung der Rhein-Gedichte der Alcools und anderer Werke im biographischen Kontext des Rheinlandaufenthalts von Apollinaire steht von Anfang an unter der Prämisse, daß diese Texte, auch wenn sie vielfach den jeweiligen Kristallisationsort ihrer sentimentalen Vorstellungswelt scheinbar präzise benennen, dennoch keinen gleichsam ‚touristischen‘ Abbildcharakter besitzen, sondern in gewisser Weise Seelenlandschaften sind, die sich aus der bis zur Identifizierung reichenden Überlagerung mit früheren persönlichen Erfahrungen des Dichters einschließlich bewußt eingesetzter Reminiszensen konstituieren.“

Leube macht deutlich, dass diesem Aufsatz vielfältige Recherchen vorausgegangen waren, die Wolf zu Dokumenten geführt hatten, die heute zum Teil nicht mehr auffindbar seien. Das habe Wolf befähigt, den Begriff der „Rheingedichte“ wesentlich weiter zu fassen, „als er durch den kleinen Zyklus Rhénanes in den Alcools vorgegeben zu sein scheint. Auch erkennt er als erster die weit über die Gedichte hinausreichende Präsenz der Rheinlandschaft im gesamten Werk Apollinaires – also auch in den dreißiger Jahren kaum beachteten Prosaerzählungen. […] Die neugewonnenen biographischen Anhaltspunkte ermöglichen es Wolf auch, Entstehungsdaten einzelner Gedichte zu konjizieren, oder, etwa durch die Identifizierung Annie Playdens, Zusammenhänge innerhalb des literarischen Werks selbst deutlich zu machen, die vor ihm nicht gesehen worden waren.“
Ernst Wolf musste als Jude nach der Fertigstellung seiner Dissertation die Universität verlassen und emigrierte 1937 nach Schweden und später in die USA. Dort konnte er nach einigen Anlaufschwierigkeiten endlich eine Universitätslaufbahn beginnen und als Professor für Romanische Sprache und Literatur arbeiten. Die Apollinaire-Forschung hat dabei keine größere Rolle mehr für ihn gespielt, weshalb hier die nach Leube aus Wolfs Dissertation bis heute nachhallende Bedeutung für die heutige Apollinaire-Forschung zitiert werden soll: 

„Als frühe und zumindest in Deutschland mit großem Abstand erste wissenschaftliche Monographie über Apollinaire hat sie zunächst den dokumentarischen Fundus von Leben und Werk in einen zentralen Bereich ausgeweitet und stabilisiert und damit wesentlich dazu beigetragen, überhaupt erst die Voraussetzung für ein adäquates Verständnis des Apollinaireschen Werks zu schaffen. Der biografische Ansatz hat Wolf dennoch nie dazu verführt, gefühlsmäßig zu argumentieren – im Gegenteil: Seine Untersuchung ist ein Muster streng textbezogener Analyse, die sich vor dem Hintergrund ständiger Reflexion auf die Eigengesetzlichkeiten des literarischen Werkes vollzieht, denen sich jeder Rezeptionsvorgang unterzuordnen hat. Ein solches methodisches Vorverständnis, dem heute für viele etwas Selbstverständliches anhaftet, war in den dreißiger Jahren, um es mit den Worten eines zeitgenössischen französischen Kritikers auszudrücken „le plus audacieux et le plus original“; eine kohärente wissenschaftliche Erforschung ist auch in Frankreich erst nach dem Zweiten Weltkrieg in Gang gekommen.“

## Werke (Auswahl)
Belletristik

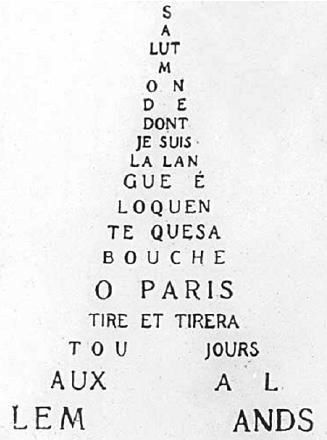
Ein Calligramme, geformt wie der Eiffelturm

- Les exploits d’un jeune Don Juan. Gallimard, Paris 2008, ISBN 978-2-07-042547-1 (EA Paris 1907)
  - Die Großtaten eines jungen Don Juan. Roman. Area-Verlag, Erftstadt 2005, ISBN 3-89996-433-0.[17]
- Les onze mille verges ou Les amours d’un hospodar. Éditions J’ai lui, Paris 2006, ISBN 2-290-30595-2. (EA Paris 1907)
  - Die 11000 Ruten. Goldmann, München 1998, ISBN 3-442-44139-0 (Eine sexuell freizügige Groteske; mit einem Essay von Elisabeth Lenk, die den grotesken Charakter des Buchs betont).
- L’enchanteur pourrissant. Gallimard, Paris 1992, ISBN 2-07-031948-2 (EA Paris 1909).
  - Der verwesende Zauberer. Erzählungen, Briefe, Essays. Verlag Volk & Welt, Berlin 1991, ISBN 3-353-00830-6.
- Le bestiaire ou le cortège d’Orphée. Eschig, Paris 2005, ISBN M-045-00462-0 (Musik von Francis Poulenc, EA Paris 1911).
- Le bestiaire ou cortège d’Orphée, dessins d’Olivier Charpentier, Paris, Prodromus, 2006, ISBN 2-9526019-0-9
  - Das Bestiarium oder Gefolge des Orpheus. Texte. Leipziger Literaturverlag, Leipzig 2006 (illustriert von Raoul Dufy). (online auf: chez.com)
- Alcools. Gallimard, Paris 2013, ISBN 978-2-07-045019-0 (mit einem Essay von Paul Léautaud; EA Paris 1913).
  - Alkohol. Gedichte. Luchterhand, Darmstadt 1976, ISBN 3-472-61192-8 (zweisprachige Ausgabe).
- Poèmes à Lou. P. Cailler, Genf 1955.
- Le poète assassiné. Gallimard, Paris 1991, ISBN 2-07-032179-7 (Text englisch und französisch; illustriert von Raoul Dufy; EA Paris 1916).
  - Der gemordete Dichter. Erzählungen. Verlag Wolke, Hofheim 1985, ISBN 3-923997-08-6 (EA Wiesbaden 1967).
- Les mamelles de Tirésias. Opéra-bouffe en deux actes et un prologue. Heugel, Paris 2004, ISBN M-47-31162-7 (Musik von Francis Poulenc; EA Paris 1917).
  - Die Brüste des Tiresias. Drame surréaliste en deux actes et un prologue. Reclam, Stuttgart 1987, ISBN 3-15-008396-6 (eine Komödie, genannt „surrealistisches Drama“; zweisprachige kommentierte Ausgabe). Vorwort, Ausschnitt, (PDF; 316 kB)[18]
- L’esprit nouveau et les poètes. Altamira, Paris 1994, ISBN 2-909893-09-X (EA Paris 1918).
  - Der neue Geist und die Dichter. Manifest der Konferenz in Vieux Colombier, 26. November 1917.[19]
- Calligrammes. Heugel, Paris 2004, ISMN M-047-31256-3 (Musik von Francis Poulenc; EA Paris 1918).
- Le Flâneur des deux rives. Chroniques, Éditions la Sirène, Paris 1919.
  - Flaneur in Paris. Friedenauer Presse, Berlin 2011, ISBN 978-3-932109-66-9 (übersetzt von Gernot Krämer).
- La femme assise. Chronique de France et d’Amérique. Gallimard, Paris 1988, ISBN 2-07-028612-6 (EA Paris 1920).
  - Die sitzende Frau. Sitten und Wunder der Zeit; eine Chronik Frankreichs und Amerikas. Suhrkamp, Frankfurt/M. 1992, ISBN 3-518-22115-9 (Roman).
- Le guetteur mélancolique. Gallimard, Paris 1991, ISBN 2-07-030010-2 (erweiterter Nachdr. Paris 1952; herausgegeben von Robert Mallet und Bernard Poissonnier).[20]
  - Der melancholische Späher.
- L’hérésiarque et Cie. Stock, Paris 1984, ISBN 2-234-01710-6 (EA Paris 1910).
- Erzketzer & Co. Erzählungen. Verlag Das Wunderhorn, Heidelberg 2003, ISBN 3-88423-213-4.
- Du coton dans les oreilles/Watte in den Ohren. Verlag Klaus G. Renner, Zürich 2009, ISBN 978-3-927480-59-9 (übersetzt von Felix Philipp Ingold).
- Poesiealbum 294. Märkischer Verlag, Wilhelmshorst 2011, ISBN 978-3-931329-94-5.
- Die Glücksritterin und andere Erzählungen. Dtv, München 1993, ISBN 3-423-19018-3.

Sachbücher
- Les peintres cubistes. Essays. Berg, Paris 1986, ISBN 2-900269-49-0 (EA Paris 1913).
  - Die Maler des Kubismus. Verlag die Arche, Zürich 1973 (Nachdr. d. Ausg. Zürich 1956; illustriert von Pablo Picasso und Maurice de Vlaminck).

Werkausgaben
- Marcel Adéma und Michel Décaudin (Hrsg.): Œuvres poétiques (Bibliothèque de la Pléiade; Bd. 121). Gallimard, Paris 1990, ISBN 2-07-010015-4 (EA Paris 1978).
- Pierre Caizergues et Michel Décaudin (Hrsg.): Œuvres en prose. Gallimard, Paris 1988.

1. 1988, ISBN 2-07-010828-7 (Bibliothèque de la Pléiade; Bd. 267).
2. 1991, ISBN 2-07-011216-0 (Bibliothèque de la Pléiade; Bd. 382).
3. 1993, ISBN 2-07-011321-3 (Bibliothèque de la Pléiade; Bd. 399).

Briefwechsel
- Peter Beard (Hrsg.): Guillaume Apollinaire, Paul Guillaume. Correspondance 1913–1918. Musée de l’Orangerie, Gallimard, Paris 2016.

### Aufsätze
- Riewert Ehrich:  L’écho du rire de Jarry chez Apollinaire. In: Claude Debon (Hrsg.):  Apollinaire et les rires 1900. Caliopées, Clamart 2011, ISBN 978-2-916608-16-7, S. 43–58 (Colloque International, Stavelot, 30. August bis 1. September 2007).
- Fanny Romoth: Zur Transmedialität von Guillaume Apollinaires Kalligrammen („Il pleut“, „Éventail des saveurs“), in: Berit Callsen / Sandra Hettmann / Yolanda Melgar Pernías (Hg.): Bilder-Texte-Bewegungen: Interdisziplinäre Perspektiven auf Visualität, Würzburg: Königshausen & Neumann, 2016, S. 183–195.
- Wolf Lustig: „Les onze mille verges“, Apollinaire zwischen Pornographie und „esprit nouveau“. In: Romanistische Zeitschrift für Literaturgeschichte, 10 (1986), 131–153.
- Klaus Semsch: Vertu et virtualité dans l’oeuvre de Guillaume Apollinaire. In: Habib Ben Salha et al. (Hrsg.): Ponts et passerelles. MC-Éditions, Tunis 2017, ISBN 978-9938-807-95-0, S. 73–91.
- Winfried Wehle: Orpheus’ zerbrochene Leier. Zur „Poetik des Machens“ in avantgardistischer Lyrik. Apollinaire, ein Paradigma. In: Rainer Warning, Winfried Wehle (Hrsg.): Lyrik und Malerei der Avantgarde; Romanistisches Kolloquium II (UTB; 1191). Fink, München 1982, ISBN 3-7705-2077-7, S. 381–420. (PDF)
- Winfried Wehle: Apollinaire: Les Fenêtres (1915) – Manifest einer ‚ganz neuen Ästhetik‘. In: Helke Kuhn, Beatrice Nickel (Hrsg.): Erschwerte Lektüren: der literarische Text im 20. Jahrhundert als Herausforderung für den Leser. Peter Lang, Frankfurt am Main 2014, ISBN 978-3-631-65245-9, S. 15–30. (PDF).
- Achim Schröder:  Alfred Jarry „Ubu Roi“ 1896 und Guillaume Apollinaire „Les Mamelles de Tirésias“ 1917. in Konrad Schoell (Hrsg.): Französische Literatur. 20. Jahrhundert: Theater (Stauffenburg Interpretation). Verlag Stauffenburg, Tübingen 2006, ISBN 3-86057-911-8.
- Ernst Wolf: Guillaume Apollinaire en Rhénanie et les Rhénanes d’Alcools, in: Mercure de France, August 1933.
- Ernst Wolf: Le Séjour d’Apollinaire en Rhénanie, Mercure de France, Juni 1938.
- Ernst Wolf: Apollinaire und die »Lore-Lay« Brentanos. In: Revue de litterature comparée. Oktober/Dezember 1951

### Monographien
- Jürgen Grimm: Das avantgardistische Theater Frankreichs 1895–1930. C. H. Beck, München 1982, ISBN 3-406-08438-9.
- Jürgen Grimm: Guillaume Apollinaire. C.H. Beck, München 2002, ISBN 3-406-35054-2.
- Fanny Romoth: »Ajouter à l'art le mouvement«. Guillaume Apollinaire als Dichter der Bewegung. Ein bewegungsanalytischer Beitrag zur französischen Lyrik der Avantgarde. Königshausen & Neumann, Würzburg 2023, ISBN 978-3-8260-7803-3.
- John Phillips: Forbidden Fictions. Pornography and Censorship in Twentieth-Century French Literature. Pluto, London 1999, ISBN 0-7453-1217-9.
- Jean Firges: Guillaume Apollinaire. Rhénanes – Rheinlieder. Gedichtinterpretationen[21] (Exemplarische Reihe Literatur und Philosophie; Bd. 30). Sonnenberg, Annweiler 2010, ISBN 978-3-933264-62-6.
- Veronika Krenzel-Zingerle: Apollinaire-Lektüren. Sprachrausch in den „Alcools“ (Romanica Monacensis; Bd. 67). Narr, Tübingen 2003, ISBN 3-8233-6005-1 (zugl. Dissertation, Universität München 2002).
- Andrea Petruschke: Sprachen der fantaisie in der französischen Lyrik um 1913. Inszenierungen und Wirklichkeit und Subjektivität in „Alcools“ von Guillaume Apollinaire und der école fantaisiste. Tectum-Verlag, Marburg 2004, ISBN 3-8288-8697-3 (zugl. Dissertation, Universität Berlin 2003).
- Francis Steegmuller: Apollinaire. Poet among the painters. Hart-Davis, London 1963.
- Michael Webster: Reading visual poetry after futurism. Marinetti, Apollinaire, Schwitters, Cummings (Literature and the visual arts; Bd. 4). Peter Lang-Verlag, New York 1995, ISBN 0-8204-1292-9.
- Werner Osterbrink (Hrsg.): Der Dichter Guillaume Apollinaire und Honnef. Weltliteratur und rheinische Poesie 1901–1902. Roessler-Verlag, Bornheim 2008, ISBN 978-3-935369-16-9 (Katalog der gleichnamigen Ausstellung, Kunstraum Bad Honnef, 4. Mai bis 1. Juni 2008).
- Eugenia Loffredo, Manuela Perteghella (Hrsg.): One poem in search of a translator. Re-writing „Les fenetres“ by Apollinair. Peter Lang-Verlag, Frankfurt/M. 2009, ISBN 978-3-03911-408-5.
- Laurence Campa: Guillaume Apollinaire, [Paris] : Gallimard, 2013, ISBN 978-2-07-077504-0
- Ernst Wolf: Guillaume Apollinaire und das Rheinland, mit einem Geleitwort von Michel Décaudin herausgegeben von Eberhard Leube, Lang, Frankfurt am Main/Bern/New York/Paris, 1988, ISBN 978-3-8204-1408-0.